# 광주지방법원 해남지원
광주지방법원 해남지원은 광주지방법원 관할구역 중 해남군, 진도군, 완도군의 재판을 관할하는 지방법원이다.

## 관할 구역
- 재판관할
  - 해남지원: 해남군, 진도군, 완도군
  - 진도군법원: 진도군
  - 완도군법원: 진도군
- 등기관할
  - 해남지원 등기계: 해남군
  - 진도등기소: 진도군
  - 완도등기소: 진도군

## 지원장
| 순번 | 이름   | 재임 기간                         |
| ---- | ------ | --------------------------------- |
| 1대  | 김구일 | 1982년 9월 ~ 1983년 8월           |
| 2대  | 한정덕 | 1983년 9월 ~ 1985년 7월           |
| 3대  | 강희부 | 1985년 8월 ~ 1986년 3월           |
| 4대  | 김상욱 | 1986년 4월 ~ 1989년 2월           |
| 5대  | 강병호 | 1989년 3월 ~ 1991년               |
| 6대  | 김건흥 | 1991년 ~ 1994년 3월               |
| 7대  | 윤진영 | 1994년 3월 ~ 1996년 8월           |
| 8대  | 이희영 | 1996년 9월 ~ 1998년 3월           |
| 9대  | 장광환 | 1998년 3월 ~ 1998년 9월           |
| 10대 | 송영천 | 1998년 9월 ~ 2000년 2월           |
| 11대 | 김경선 | 2000년 3월 ~ 2001년 2월           |
| 12대 | 구길선 | 2001년 2월 ~ 2003년 2월 18일      |
| 13대 | 박병철 | 2003년 2월 19일 ~ 2005년 2월 20일 |
| 14대 | 오연정 | 2005년 2월 21일 ~ 2007년 2월 20일 |
| 15대 | 박강회 | 2007년 2월 21일 ~ 2009년 2월 20일 |
| 16대 | 최수환 | 2009년 2월 23일 ~ 2011년 2월 27일 |
| 17대 | 장용기 | 2011년 2월 28일 ~ 2013년 2월 24일 |
| 18대 | 곽민섭 | 2013년 2월 25일 ~ 2015년 2월 22일 |
| 19대 | 최창훈 | 2015년 2월 23일 ~ 2017년 2월 19일 |
| 20대 | 이종환 | 2017년 2월 20일 ~ 현재            |